# Marcus Miller
Marcus Miller, właśc. William Henry Marcus Miller Jr. (ur. 14 czerwca 1959 na Brooklynie) – amerykański muzyk, kompozytor, aranżer i multiinstrumentalista, grający przede wszystkim na gitarze basowej.
W fachowym środowisku jego styl gry uchodzi za melodyjny, zachwycający dodatkowo wirtuozyjną szybkością i precyzją. Uznanie zyskał sobie zarówno jako artysta solowy, jak również jako producent muzyczny. Szczególne popularny jest jako muzyk studyjny, zapraszany do nagrania konkretnych albumów. Można go usłyszeć na ponad 400 albumach, m.in. na płytach: Milesa Davisa, Arethy Franklin, Luthera Vandrossa, Davida Sanborna, Budki Suflera oraz Ala Jarreau.

## Życiorys
Jako nastolatek grał w grupie soulowej Harlem River Drive. W 1977 podejmował próby współpracy z wieloma muzykami, m.in. z Bobbym Humphreyem. Koncertował z perkusistą Lennym White’em. W tym czasie stał się cenionym muzykiem studyjnym, uczestnicząc w nagraniach innych artystów, m.in. Arethy Franklin. W 1980 zauważył go Miles Davis, który przez dwa lata z nim współpracował. Była to dla niego istna szkoła jazzu. Niedługo trzeba było czekać żeby w 1984 r. powstał jego pierwszy krążek solowy który otworzył mu drogę do bycia światowej sławy gitarzystą basowym.

## Technika gry
Jego charakterystyczny styl gry na tym instrumencie przyczynił się do spopularyzowania tzw. slappingu, polegającego na uderzaniu za pomocą kciuka o struny gitary basowej i uzyskiwaniu, poprzez uderzanie o progi tych strun, charakterystycznego, perkusyjnego dźwięku. Ta technika często używana jest w kombinacji z tzw. poppingiem. Miller odkrył, że poprzez perkusyjny styl gry na gitarze basowej – slap zwany też klangiem lepiej przedziera się poprzez transmisję granego bądź odtwarzanego utworu.

## Wybrana dyskografia
Albumy studyjne
| Suddenly                    | - Data: 1983 - Wydawca: Warner Bros.              | –   | – | – | –  | –  | –  | –  | –  |
| The Sun Don’t Lie           | - Data: 18 listopada 1993 - Wydawca: Dreyfus Jazz | –   | – | 7 | –  | –  | –  | –  | –  |
| Tales                       | - Data: 23 maja 1995 - Wydawca: Dreyfus Jazz      | –   | – | 7 | –  | –  | –  | –  | –  |
| M²                          | - Data: 8 maja 2001 - Wydawca: Telarc             | –   | – | 1 | 87 | –  | 72 | –  | –  |
| Silver Rain                 | - Data: 21 lutego 2005 - Wydawca: Dreyfus Jazz    | –   | – | 2 | –  | –  | 67 | –  | –  |
| Free                        | - Data: 2 lipca 2007 - Wydawca: 3 Deuces Records  | –   | – | – | –  | 50 | 91 | –  | 33 |
| Marcus                      | - Data: 4 marca 2008 - Wydawca: Concord Jazz      | 191 | – | 3 | –  | –  | –  | –  | –  |
| Renaissance                 | - Data: 7 sierpnia 2012 - Wydawca: Concord Jazz   | 170 | 1 | – | 80 | 26 | 87 | 43 | 30 |
| Afrodeezia                  | - Data: 17 marca 2015 - Wydawca: Blue Note        | –   | 3 | – | 84 | 26 | 36 | 50 | 35 |
| „–” album nie był notowany. |                                                   |     |   |   |    |    |    |    |    |

Albumy koncertowe
| Live and More                             | - Data: 1997 - Wydawca: Dreyfus Jazz          | –  | 6  | –  | 90 | –   | –   |                    |
| The Ozell Tapes – Official Bootleg (Live) | - Data: 2002 - Wydawca: Telarc                | –  | 19 | –  | –  | 114 | –   |                    |
| Dreyfus Night in Paris                    | - Data: 2004 - Wydawca: Dreyfus Jazz          | –  | –  | 82 | –  | 125 | –   |                    |
| A Night in Monte Carlo – Live 2009        | - Data: 29 marca 2010 - Wydawca: Dreyfus Jazz | 16 | –  | –  | 59 | 89  | 109 |                    |
| Tutu Revisited – Live 2010                | - Data: 20 maja 2011 - Wydawca: Dreyfus Jazz  | –  | –  | –  | 45 | 86  | 163 | - POL: złota płyta |
| „–” album nie był notowany.               |                                               |    |    |    |    |     |     |                    |

Kompilacje
| Tytuł              | Dane dot. albumu                                        | Pozycja na liście |
| Tytuł              | Dane dot. albumu                                        | JPN               |
| ------------------ | ------------------------------------------------------- | ----------------- |
| Another Side of Me | - Data: 27 czerwca 2006 - Wydawca: Victor Entertainment | 153               |

## Nagrody i wyróżnienia
| Rok  | Kategoria                    | Tytułem | Nagroda        | Nota | Źródło |
| ---- | ---------------------------- | ------- | -------------- | ---- | ------ |
| 2001 | Best Contemporary Jazz Album | M²      | Nagroda Grammy | Laur | [ 12 ] |

## Filmografia
| Tytuł                         | Rok  | Rola        | Uwagi                                           | Źródło |
| ----------------------------- | ---- | ----------- | ----------------------------------------------- | ------ |
| „The Wayman Tisdale Story”    | 2011 | jako on sam | film dokumentalny, reżyseria: Brian W. Schodorf | [ 13 ] |
| „Finding the Funk”            | 2013 | jako on sam | film dokumentalny, reżyseria: Nelson George     | [ 14 ] |
| „Wayne Shorter: Zero Gravity” | 2015 | jako on sam | film dokumentalny, reżyseria: Dorsay Alavi      | [ 15 ] |